# Dryopithecini
A Dryopithecini egy nemzetség ami  eurázsiai majmokból áll amikről úgy hiszik hogy közel álltak a gorillák, csimpánzok és az emberek őseihez.

## Taxonómia
- Nemzetség Dryopithecini†
  - Oreopithecus (elhelyezése vitatott)
    - Oreopithecus bambolii

  - Nakalipithecus
    - Nakalipithecus nakayamai

  - Anoiapithecus
    - Anoiapithecus brevirostris

  - Dryopithecus
    - Dryopithecus wuduensis
    - Dryopithecus fontani
    - Dryopithecus brancoi
    - Dryopithecus laietanus
    - Dryopithecus crusafonti